# Copa do Mundo FIFA Sub-17
A Copa do Mundo FIFA Sub-17 ou Campeonato Mundial de Futebol Sub-17 é uma competição internacional de futebol para jogadores até a idade de 17 anos, organizado pela Federação Internacional de Futebol (FIFA). As três primeiras edições (1985, 1987 e 1989) foram disputadas por equipes sub-16, sendo consideradas até agosto de 2020 pela FIFA como mundiais sub-17. Brasil e Nigéria são os maiores vencedores dessa competição, com quatro títulos cada um, sendo a Nigéria vencedora de um título sub-16.

## Eliminatórias
- AFC (Ásia): Campeonato Asiático Sub-16
- CAF (África): Campeonato Africano Sub-17
- CONCACAF (América do Norte): Campeonato da CONCACAF Sub-17
- CONMEBOL (América do Sul): Campeonato Sul-Americano Sub-17
- OFC (Oceania): Campeonato de Futebol Sub-17 da OFC
- UEFA (Europa): Campeonato Europeu Sub-17

## Resultados
Sub-16
Sub-17

## Títulos

### Por país
Sub-16
| Seleção         | Campeão  | Vice-campeão | Terceiro lugar | Quarto lugar |
| --------------- | -------- | ------------ | -------------- | ------------ |
| Nigéria         | 1 (1985) | 1 (1987)     |                |              |
| União Soviética | 1 (1987) |              |                |              |
| Arábia Saudita  | 1 (1989) |              |                |              |
| Alemanha        |          | 1 (1985)     |                |              |
| Escócia         |          | 1 (1989)     |                |              |
| Brasil          |          |              | 1 (1985)       |              |
| Costa do Marfim |          |              | 1 (1987)       |              |
| Portugal        |          |              | 1 (1989)       |              |
| Guiné           |          |              |                | 1 (1985)     |
| Itália          |          |              |                | 1 (1987)     |
| Bahrein         |          |              |                | 1 (1989)     |

Sub-17
| Seleção        | Campeão                    | Vice-campeão               | Terceiro lugar       | Quarto lugar         |
| -------------- | -------------------------- | -------------------------- | -------------------- | -------------------- |
| Brasil         | 4 (1997, 1999, 2003, 2019) | 2 (1995, 2005)             | 1 (2017)             | 1 (2011)             |
| Nigéria        | 4 (1993, 2007, 2013, 2015) | 2 (2001, 2009)             |                      |                      |
| Gana           | 2 (1991, 1995)             | 2 (1993, 1997)             | 1 (1999)             | 1 (2007)             |
| México         | 2 (2005, 2011)             | 2 (2013, 2019)             |                      | 1 (2015)             |
| França         | 1 (2001)                   | 1 (2023)                   | 1 (2019)             |                      |
| Alemanha       | 1 (2023)                   |                            | 2 (2007, 2011)       | 1 (1997)             |
| Suíça          | 1 (2009)                   |                            |                      |                      |
| Inglaterra     | 1 (2017)                   |                            |                      |                      |
| Espanha        |                            | 4 (1991, 2003, 2007, 2017) | 2 (1997, 2009)       |                      |
| Mali           |                            | 1 (2015)                   | 1 (2023)             | 1 (2017)             |
| Austrália      |                            | 1 (1999)                   |                      |                      |
| Uruguai        |                            | 1 (2011)                   |                      |                      |
| Argentina      |                            |                            | 3 (1991, 1995, 2003) | 3 (2001, 2013, 2023) |
| Países Baixos  |                            |                            | 1 (2005)             | 1 (2019)             |
| Chile          |                            |                            | 1 (1993)             |                      |
| Burquina Fasso |                            |                            | 1 (2001)             |                      |
| Suécia         |                            |                            | 1 (2013)             |                      |
| Bélgica        |                            |                            | 1 (2015)             |                      |
| Colômbia       |                            |                            |                      | 2 (2003, 2009)       |
| Catar          |                            |                            |                      | 1 (1991)             |
| Polónia        |                            |                            |                      | 1 (1993)             |
| Omã            |                            |                            |                      | 1 (1995)             |
| Estados Unidos |                            |                            |                      | 1 (1999)             |
| Turquia        |                            |                            |                      | 1 (2005)             |

### Por confederação
| Equipes  | Títulos                                      | Vice                                         | Terceiro                                                 | Quarto                                 |
| -------- | -------------------------------------------- | -------------------------------------------- | -------------------------------------------------------- | -------------------------------------- |
| CAF      | 7 (1985, 1991, 1993, 1995, 2007, 2013, 2015) | 6 (1987, 1993, 1997, 2001, 2009, 2015)       | 4 (1987, 1999, 2001, 2023)                               | 3 (1985, 2007, 2017)                   |
| UEFA     | 5 (1987, 2001, 2009, 2017, 2023)             | 7 (1985, 1989, 1991, 2003, 2007, 2017, 2023) | 9 (1989, 1997, 2005, 2007, 2009, 2011, 2013, 2015, 2019) | 4 (1987, 1993, 1997, 2019)             |
| CONMEBOL | 4 (1997, 1999, 2003, 2019)                   | 3 (1995, 2005, 2011)                         | 6 (1985, 1991, 1993, 1995, 2003, 2017)                   | 6 (2001, 2003, 2009, 2011, 2013, 2023) |
| CONCACAF | 2 (2005, 2011)                               | 2 (2013, 2019)                               |                                                          | 2 (1999, 2015)                         |
| AFC      | 1 (1989)                                     |                                              |                                                          | 4(1989, 1991, 1995, 2005)              |
| OFC      |                                              | 1 (1999)                                     |                                                          |                                        |

## Prêmios individuais

### Melhores jogadores
| Torneio                | Bola de Ouro            | Bola de Prata        | Bola de Bronze  |
| ---------------------- | ----------------------- | -------------------- | --------------- |
| China 1985             | William                 | Não houve            | Não houve       |
| Canadá 1987            | Philip Osundo           | Não houve            | Não houve       |
| Escócia 1989           | James Will              | Não houve            | Não houve       |
| Itália 1991            | Nii Lamptey             | Não houve            | Não houve       |
| Japão 1993             | Daniel Addo             | Não houve            | Não houve       |
| Equador 1995           | Mohamed Al-Kathri       | Não houve            | Não houve       |
| Egito 1997             | Sergio Santamaría       | Fábio Pinto          | Isaac Owusu     |
| Nova Zelândia 1999     | Landon Donovan          | DaMarcus Beasley     | Álvaro Meneses  |
| Trinidad e Tobago 2001 | Florent Sinama-Pongolle | Anthony Le Tallec    | Femi Opabunmi   |
| Finlândia 2003         | Cesc Fàbregas           | Evandro              | David Silva     |
| Peru 2005              | Anderson                | Giovani dos Santos   | Nuri Şahin      |
| Coreia do Sul 2007     | Toni Kroos              | Macauley Chrisantus  | Bojan Krkić     |
| Nigéria 2009           | Sani Emmanuel           | Nassim Ben Khalifa   | Ramon Azeez     |
| México 2011            | Julio Gómez             | Jonathan Espericueta | Carlos Fierro   |
| Emirados Árabes 2013   | Kelechi Iheanacho       | Nathan               | Iván Ochoa      |
| Chile 2015             | Kelechi Nwakali         | Victor Osimhen       | Aly Mallé       |
| Índia 2017             | Phil Foden              | Sergio Gómez         | Rhian Brewster  |
| Brasil 2019            | Gabriel Veron           | Adil Aouchiche       | Eugenio Pizzuto |
| Indonésia 2023         | Paris Brunner           | Hamidou Makalou      | Mathis Amougou  |

### Luva de ouro
| Ano  | Jogador           |
| ---- | ----------------- |
| 2009 | Benjamin Siegrist |
| 2011 | Jonathan Cubero   |
| 2013 | Dele Alampasu     |
| 2015 | Samuel Diarra     |
| 2017 | Gabriel Brazão    |
| 2019 | Matheus Donelli   |
| 2023 | Paul Argney       |

## Maiores goleadas
| Data                   | Cidade         | Mandante        | Placar | Visitante      |
| ---------------------- | -------------- | --------------- | ------ | -------------- |
| 11 de setembro de 1997 | Ismaília       | Nova Zelândia   | 0–13   | Espanha        |
| 11 de novembro de 2023 | Jacarta        | Nova Caledônia  | 0–10   | Inglaterra     |
| 14 de novembro de 2023 | Jacarta        | Brasil          | 9–0    | Nova Caledônia |
| 19 de agosto de 2003   | Helsinque      | Colômbia        | 9–1    | Finlândia      |
| 22 de agosto de 1993   | Nagoya         | Canadá          | 0–8    | Nigéria        |
| 3 de novembro de 2019  | Cariacica      | México          | 8–0    | Ilhas Salomão  |
| 14 de julho de 1987    | St. John's     | União Soviética | 7–0    | México         |
| 6 de setembro de 1997  | Alexandria     | Áustria         | 0–7    | Brasil         |
| 18 de agosto de 2007   | Seogwipo       | Brasil          | 7–0    | Nova Zelândia  |
| 17 de outubro de 2013  | Ras al-Khaimah | Uruguai         | 7–0    | Nova Zelândia  |
| 31 de outubro de 2019  | Gama           | Ilhas Salomão   | 0–7    | Paraguai       |